# Flammehøjde
Flammehøjde er en væsentlig egenskab ved et fyrtårn, og angiver lyskildens lodrette højde over dansk middelvandstand.